# Abdelrahman Abow
Abdelrahman Abow (7 de septiembre de 1995) es un deportista egipcio que compite en taekwondo. Ganó una medalla de plata en los Juegos Panafricanos de 2019 en la categoría de –68 kg.

## Palmarés internacional
| Juegos Panafricanos | Juegos Panafricanos | Juegos Panafricanos | Juegos Panafricanos |
| Año                 | Lugar               | Medalla             | Categoría           |
| ------------------- | ------------------- | ------------------- | ------------------- |
| 2019                | Rabat (Marruecos)   | Medalla de plata    | –68 kg              |